# 오스트리아인
오스트리아인(독일어: Österreicher 바이에른어: Österreicha)은 서게르만족에서 갈라져 나온 민족 및 혈통으로 오스트리아 본토는 물론이고, 옛 오스트리아 헝가리 이중 제국이 존재했던 체코, 헝가리, 크로아티아 등을 포함하여, 미국, 독일, 스위스 등 전 세계에 거주한다.
또 다른 의미로는 오스트리아의 국적(시민권)을 가진 사람을 의미한다.

## 독일인과의 차이
협의의 독일인과 오스트리아인은 게르만족의 후계 민족이라는 공통점을 가지고 있으며 독일 민족으로서의 민족 정체성도 상당히 강하게 공유한다. 본래 그 차이는 크지 않은 것으로 여겨졌고 독일 민족주의가 등장한 이래로 대독일주의자들이 독일과 오스트리아의 통합을 꾸준히 주장해 왔으나, 2차 세계 대전 이후 오스트리아인들이 나치가 집권했던 독일에 대해 반감을 가지게 되며 오스트리아인이라는 독자적 정체성이 더욱 강화되었다.

## 갤러리

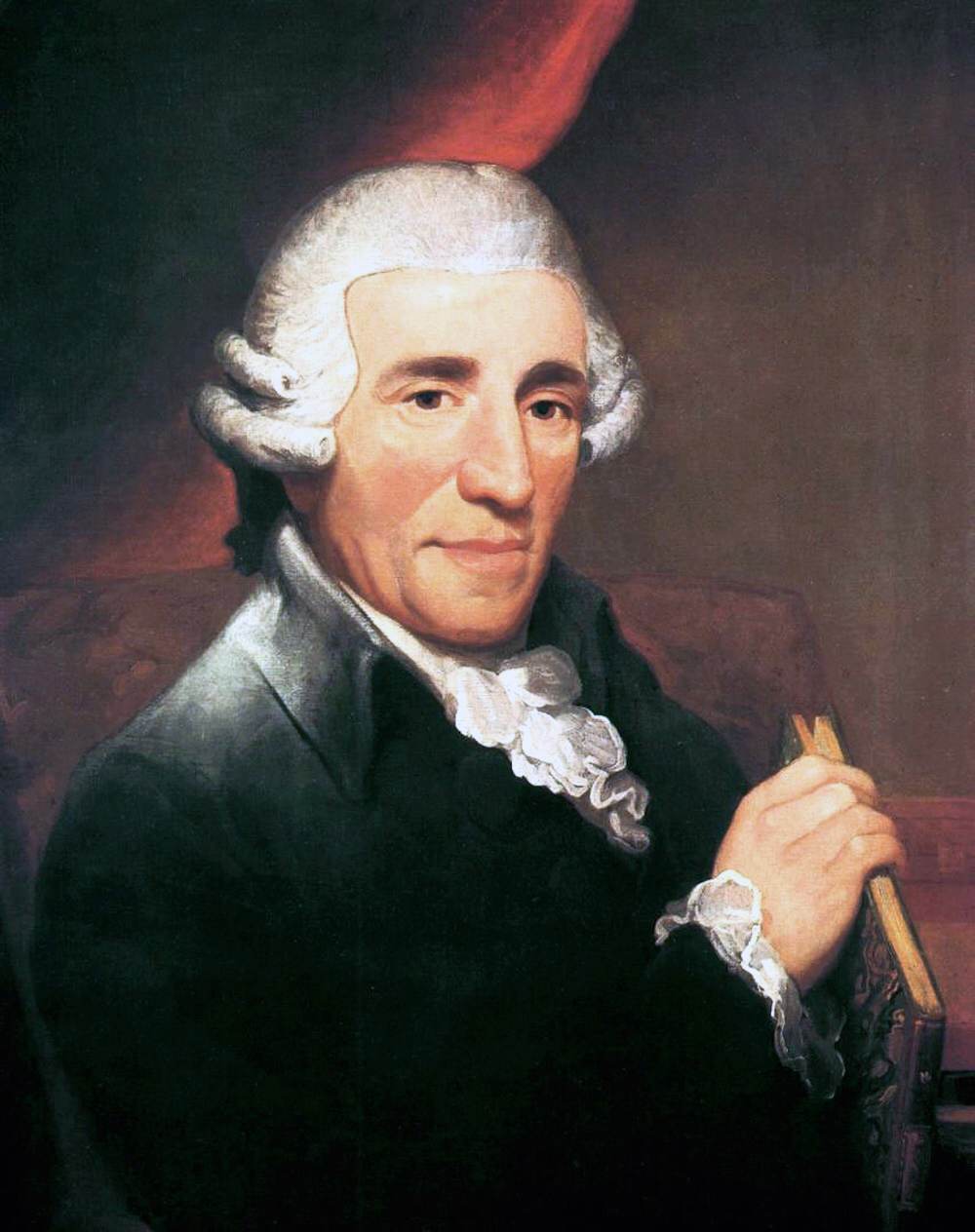
요제프 하이든
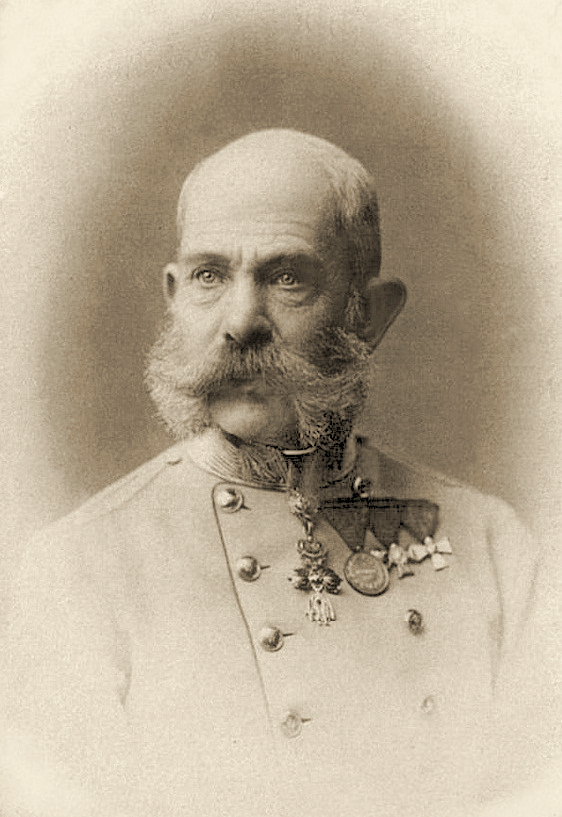
프란츠 요제프 1세
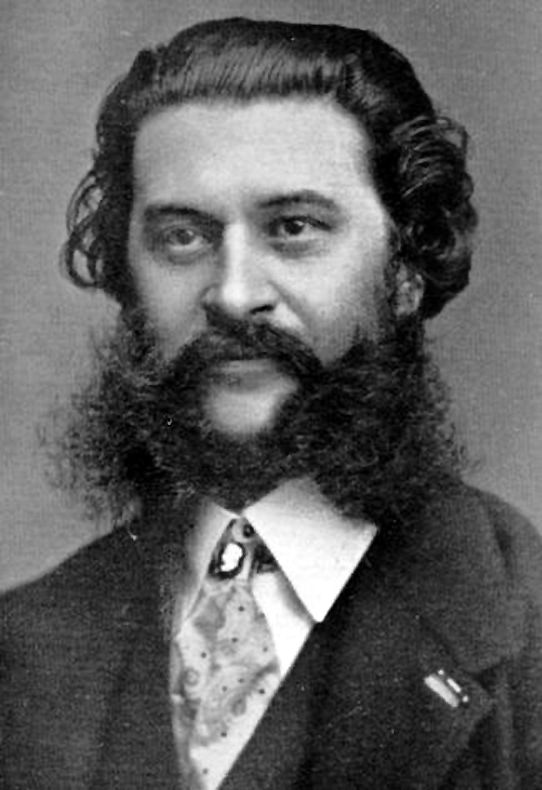
요한 슈트라우스 2세
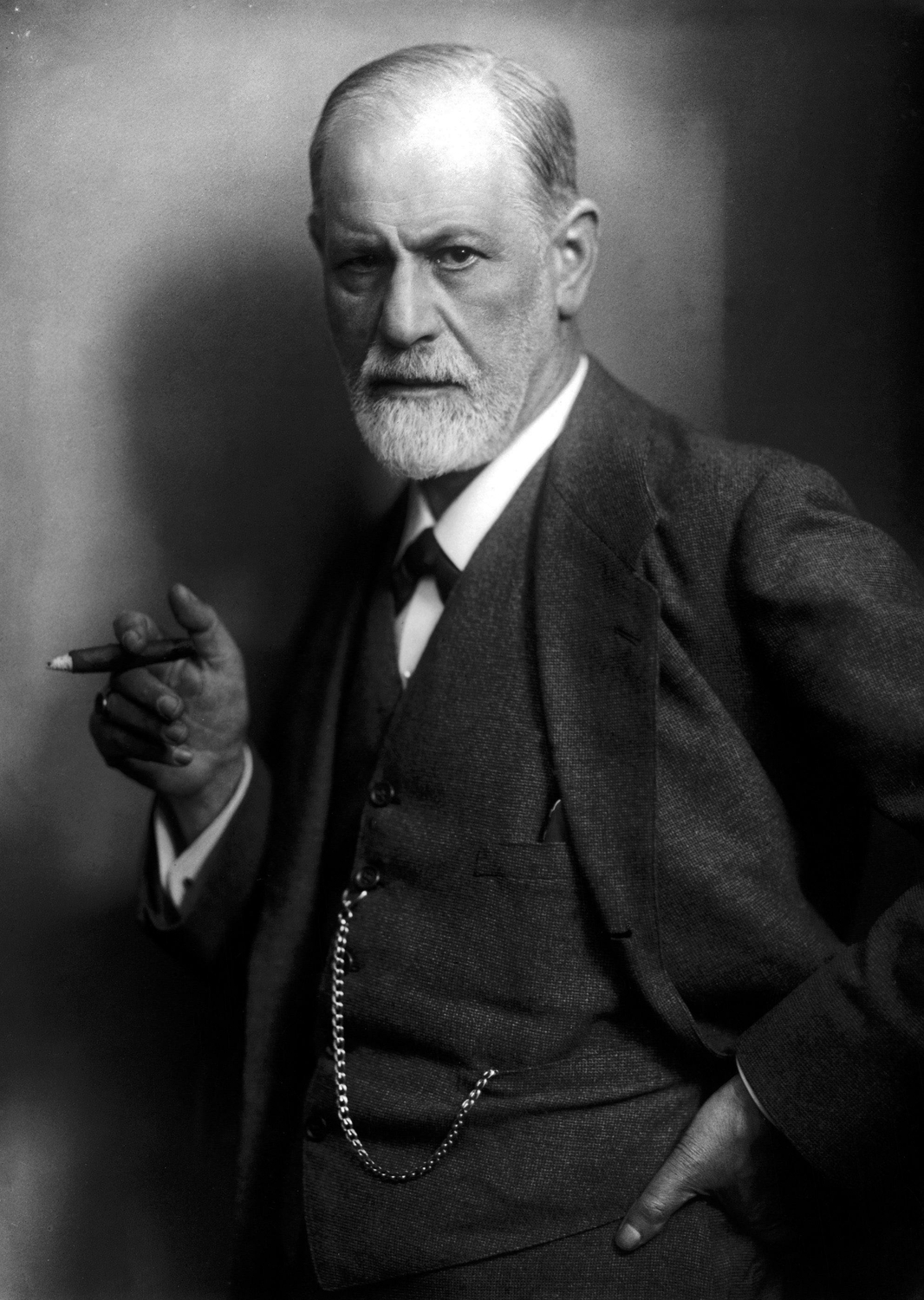
지그문트 프로이트

## 주요 거주 국가
| 국가              | 인구        | 비고                                                  |
| ----------------- | ----------- | ----------------------------------------------------- |
| 오스트리아        | 8,000,000명 |                                                       |
| 미국              | 800,000명   |                                                       |
| 아르헨티나        | 511,000명   |                                                       |
| 이탈리아          | 300,000명   | 인구의 거의 대부분이 남부 티롤 지방에 밀집되어 있다.  |
| 독일              | 230,000명   | 인구의 거의 대부분이 바이에른 자유주에 밀집되어 있다. |
| 스위스            | 80,000명    |                                                       |
| 영국              | 24,000명    |                                                       |
| 남아프리카 공화국 | 20,204명    |                                                       |
| 오스트레일리아    | 15,000명    |                                                       |
| 체코              | 9,300명     |                                                       |
| 스웨덴            | 6,300명     |                                                       |
| 슬로바키아        | 5,400명     | 인구의 거의 대부분이 브라티슬라바에 밀집되어 있다.    |
| 브라질            | 4,000명     |                                                       |
| 헝가리            | 3,000명     | 인구의 거의 대부분이 쇼프론에 밀집되어 있다.          |
| 그리스            | 1,800명     |                                                       |
| 뉴질랜드          | 1,300명     |                                                       |
| 슬로베니아        | 181명       |                                                       |

## 같이 보기
- 오스트리아의 역사
- 오스트리아 독일어
- 독일인
- 스위스인